# Liste der Baudenkmale in Bohmte
In der Liste der Baudenkmale in Bohmte sind alle Baudenkmale der niedersächsischen Gemeinde Bohmte aufgelistet. Grundlage ist die Veröffentlichung der Landesdenkmalliste mit dem Stand vom 7. Mai 2008.

## Bohmte
| Lage                                         | Bezeichnung                      | Beschreibung                                             | ID | Bild           |
| -------------------------------------------- | -------------------------------- | -------------------------------------------------------- | -- | -------------- |
| Bremer Straße 1 52° 21′ 39″ N, 8° 18′ 27″ O  | Bahnhof                          | Bahnhof Bohmte, Ziegelbau von 1871/1872                  |    | Weitere Bilder |
| Bremer Straße 4 52° 21′ 39″ N, 8° 18′ 32″ O  | Rathaus                          | erbaut 1914                                              |    | Weitere Bilder |
| Bremer Straße 7 52° 21′ 43″ N, 8° 18′ 33″ O  | Alte Mühle                       | erbaut 1871                                              |    |                |
| Bremer Straße 50 52° 21′ 58″ N, 8° 18′ 50″ O | Villa Seling                     | erbaut um 1910                                           |    |                |
| Bremer Straße 51 52° 21′ 58″ N, 8° 18′ 46″ O | Hof Wellner                      | erbaut 1816                                              |    |                |
| Bremer Straße 51 52° 21′ 59″ N, 8° 18′ 44″ O | Scheune Hof Wellner              | erbaut 1801/1808                                         |    |                |
| Bremer Straße 57 52° 22′ 3″ N, 8° 18′ 46″ O  | Katholische Kirche               | Kirche St. Johann Bohmte, erbaut 1751, erweitert 1960    |    | Weitere Bilder |
| Bremer Straße 67 52° 22′ 6″ N, 8° 18′ 48″ O  | Wohn- und Geschäftshaus Kohlhaus | erbaut 1898                                              |    |                |
| Bremer Straße 69 52° 22′ 7″ N, 8° 18′ 49″ O  | Haus Eckelmann                   | erbaut um 1850                                           |    |                |
| Bremer Straße 71 52° 22′ 8″ N, 8° 18′ 49″ O  | Wohnhaus                         | ehemaliges Wohn- und Wirtschaftsgebäude, erbaut ca. 1850 |    |                |
| Bremer Straße 73 52° 22′ 8″ N, 8° 18′ 50″ O  | Ehemaliges Gemeindehaus          | ehemaliges Fachwerkhaus, erbaut ca. 1850                 |    |                |
| Bremer Straße 75 52° 22′ 10″ N, 8° 18′ 51″ O | Wohn-Wirtschaftsgebäude          | verputzter Massivbau, erbaut ca. 1910                    |    |                |
| Schulstraße 7 52° 22′ 13″ N, 8° 18′ 46″ O    | Ehemalige evangelische Schule    | erbaut 1859                                              |    | BW             |
| Schulstraße 12 52° 22′ 17″ N, 8° 18′ 43″ O   | Bohmter Kotten                   | Fachwerkkotten, erbaut 1783                              |    |                |
| Leverner Straße 2 52° 22′ 4″ N, 8° 18′ 50″ O | Alte Dorfschmiede                | erbaut vor 1840                                          |    |                |

## Hunteburg
| Lage                                           | Bezeichnung                | Beschreibung                  | ID | Bild |
| ---------------------------------------------- | -------------------------- | ----------------------------- | -- | ---- |
| Am Amtshaus 52° 26′ 20″ N, 8° 16′ 40″ O        | Brücke über die Alte Hunte | bezeichnet 1720               |    |      |
| An der Römerbrücke 52° 26′ 41″ N, 8° 16′ 58″ O | Römerbrücke                | erbaut wahrscheinlich um 1700 |    |      |